# مايك وات (لاعب هوكي الجليد)
مايك وات (بالإنجليزية: Mike Watt)‏ هو لاعب هوكي الجليد أمريكي، ولد في 31 مارس 1976 في Seaforth, Ontario ‏ في كندا.

## وصلات خارجية
- مايك وات على موقع دوري الهوكي الوطني (الإنجليزية)
- مايك وات على موقع EliteProspects.com (الإنجليزية)
- مايك وات على موقع HockeyDB.com (الإنجليزية)
- مايك وات على موقع Hockey-Reference.com (الإنجليزية)